# Stanley P. Toye
Pour les articles homonymes, voir Toye.
Stanley P. Toye, né dans le quartier londonien de Bethnal Green en mars 1888 et décédé dans le Gloucestershire en 1957, est un auteur britannique de roman policier.

## Biographie
Benjamin d’une famille de huit enfants, il est né dans un milieu fortuné. 
Il amorce sa carrière littéraire pendant la Deuxième Guerre mondiale, en 1940, avec la publication d’un premier roman policier, Cyanide!. Il attend la fin du conflit pour faire paraître un deuxième roman policier, Sinners in Clover, où apparaissent ses héros récurrents, le célèbre cryptographe Anthony Read et son associée, la belle Jacqueline Read, de la firme Read et Norris. Le duo d’investigateurs revient dans quatre autres titres dont les parutions s’échelonnent jusqu’en 1950. 

## Œuvre

### Romans

#### SérieAnthony Read et Jacqueline Norris
- Sinners in Clover  (1945)
- Prelude to Peril (1946) Publié en français sous le titre Prélude au danger, Paris, Librairie des Champs-Élysées, Le Masque no 413, 1952
- Murder in the Lady Chapel (1944) Publié en français sous le titre La lumière est dans la tombe, Paris, Librairie des Champs-Élysées, Le Masque no 416, 1952
- The Line Between (1948)
- The Laughing Cat (1950) Publié en français sous le titre Le Chat qui rit, Paris, Librairie des Champs-Élysées, Le Masque no 481, 1954

#### Autre roman
- Cyanide! (1940)

## Sources
- Jacques Baudou et Jean-Jacques Schleret, Le Vrai Visage du Masque, vol. 1, Paris, Futuropolis, 1984, 476 p. (OCLC 311506692), p. 433-434.